# Andrew Wiggins
Andrew Christian Wiggins (Toronto, Ontario, 23 de febrero de 1995) es un baloncestista canadiense que pertenece a la plantilla de los Miami Heat de la NBA. Con 2,01 metros de estatura, se desempeña en las posiciones de alero y escolta. Fue el segundo jugador canadiense elegido número uno en el draft.

## Trayectoria deportiva

### Instituto
Wiggins acudió al instituto "Vaughan Secondary School" durante dos años, antes de ser transferido al instituto "Huntington Prep School" de Virginia Occidental.

### Universidad

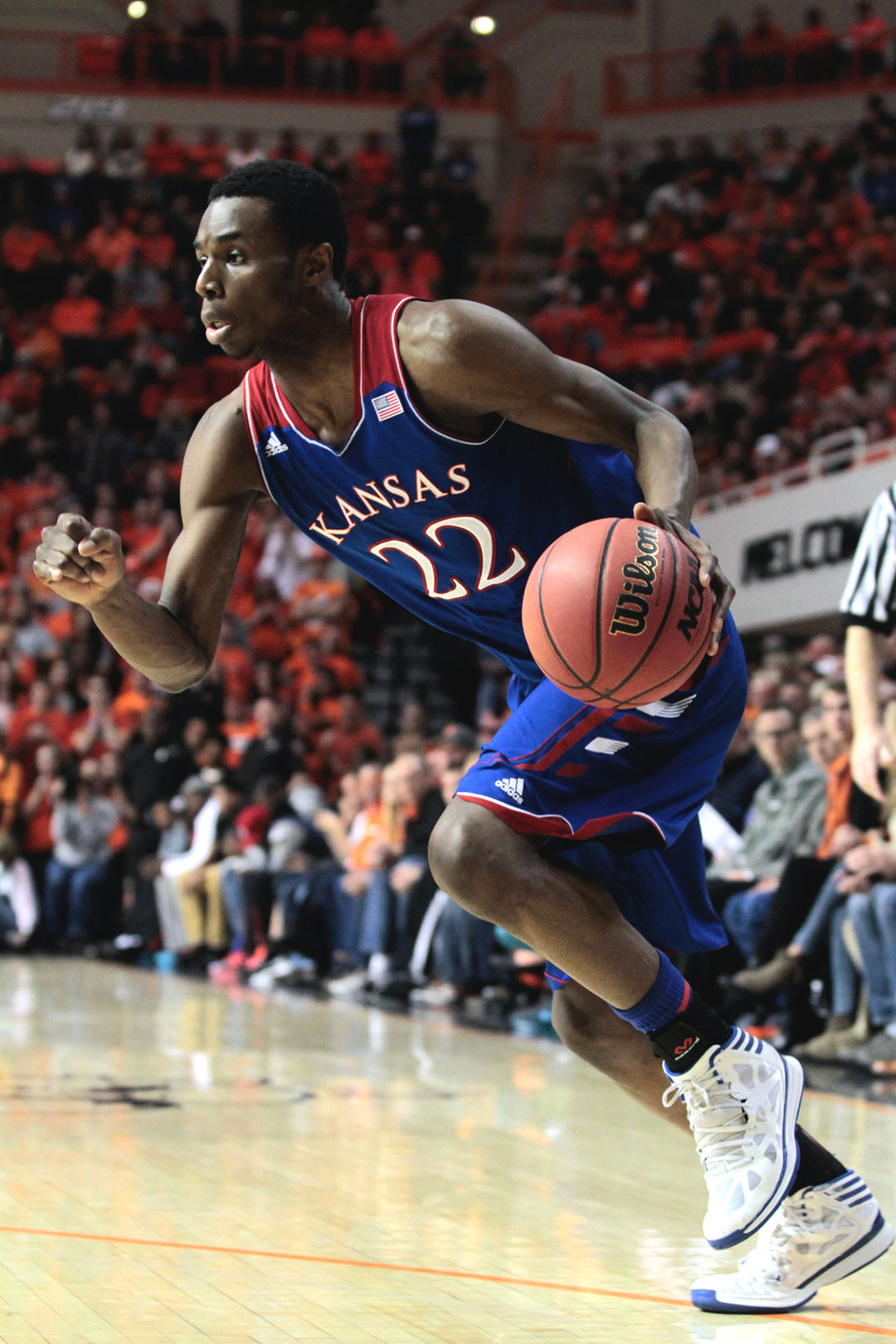
Wiggins con Kansas en 2014.

El 14 de mayo de 2013, Wiggins se comprometió con los Kansas Jayhawks de la Universidad de Kansas. Antes del anuncio reconoció haber recibido propuestas de la Universidad de Kentucky, de la Universidad de North Carolina y de la Universidad Estatal de Florida.
Debutó con los Jayhawks el 29 de octubre de 2013 ante Pittsburg State. 8 de marzo de 2014 anotó 41 puntos ante la Universidad de West Virginia, la anotación más alta de un freshman en la Big 12 Conference desde los 44 que hizo Michael Beasley en 2008.
En el Torneo de la NCAA, Kansas fue eliminada por la Universidad de Stanford. Wiggins hizo un discreto partido de 4 puntos y 4 rebotes. Pocos días después anunció su presencia en el Draft.

#### Estadísticas
| Año     | Equipo | PJ | MPP  | %TC  | %3P  | %TL  | RPP | APP | ROB | TPP | PPP  |
| ------- | ------ | -- | ---- | ---- | ---- | ---- | --- | --- | --- | --- | ---- |
| 2013–14 | Kansas | 35 | 32.8 | .448 | .341 | .775 | 5.9 | 1.5 | 1.2 | 1.0 | 17.1 |

### NBA

#### Minnesota Timberwolves

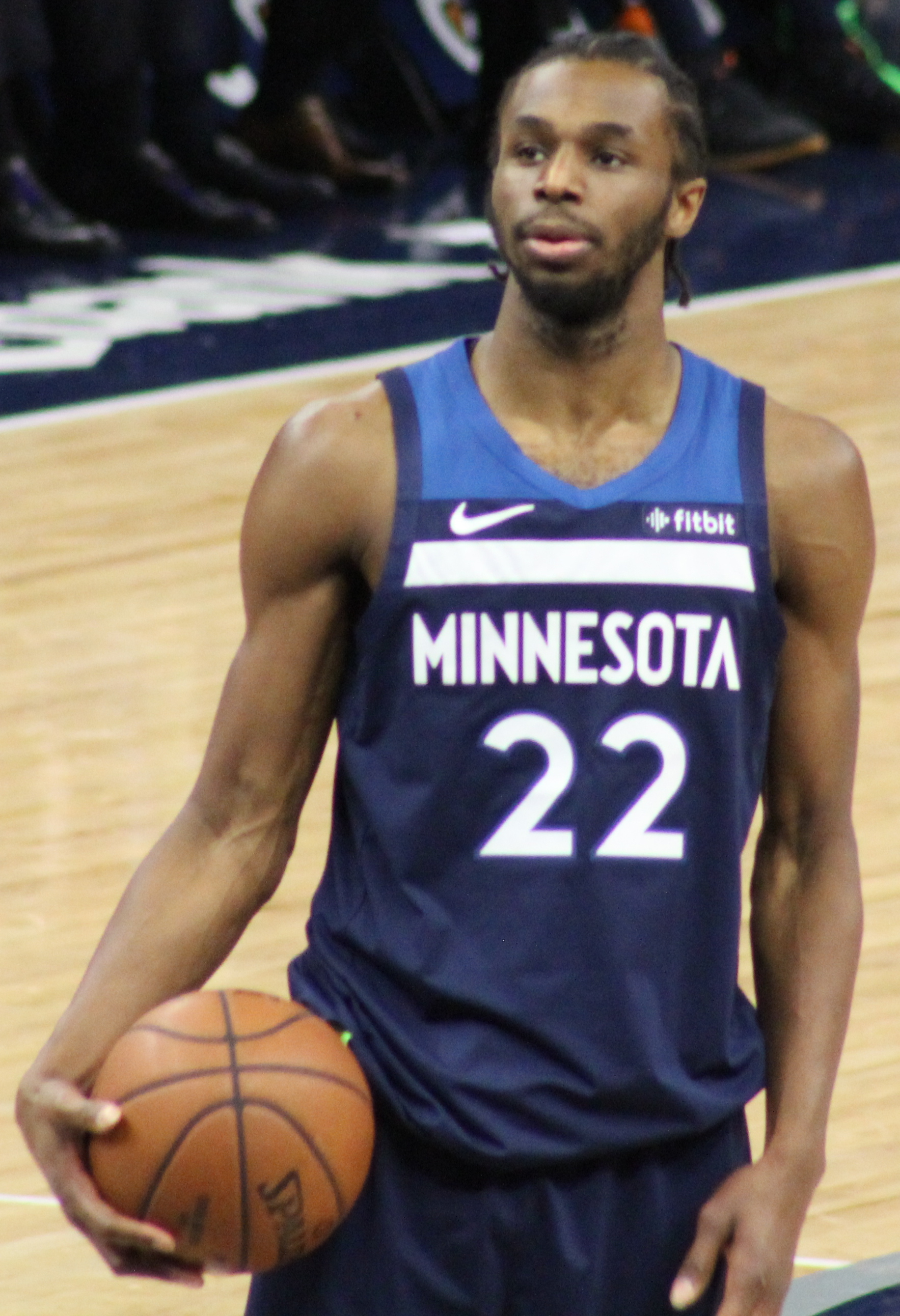
Wiggins con Minnesota en 2019.

El 31 de marzo de 2014, Wiggins se declaró elegible para el draft de la NBA. El 26 de junio de 2014, fue elegido número uno del Draft de la NBA de 2014 por los Cleveland Cavaliers. El 24 de julio de 2014, firmó su contrato de rookie con los Cavaliers.
El 23 de agosto de 2014, Wiggins fue traspasado a los Minnesota Timberwolves en un acuerdo entre tres equipos que involucró a los Philadelphia 76ers y a los Cavaliers. Con este traspaso, Wiggins se convirtió en el segundo jugador desde la fusión ABA-NBA, en ser elegido número uno del draft, solo para ser negociado sin jugar ningún partido con el equipo que lo seleccionó originalmente (Chris Webber fue el primero, tras el Draft de la NBA de 1993).
El 29 de octubre de 2014, Wiggins hizo su debut como profesional en la derrota de los Timberwolves contra los Memphis Grizzlies por 101-105. En 18 minutos como titular, registró 6 puntos, 3 rebotes, 2 robos y 1 asistencia. 
El 30 de mayo de 2015, ganó el premio Rookie del Año de la NBA de la temporada 2014-15.
El 13 de noviembre de 2016, ante Los Angeles Lakers consigue su récord personal de anotación con 47 puntos, convirtiéndose en el primer jugador canadiense en anotar más de 40 puntos en un partido.
En su cuarto año, el equipo consigue llegar a playoffs, pero caen en primera ronda ante Houston Rockets (1-4).
Durante su quinto año en Minnesota, el 8 de enero de 2019, anota 40 puntos ante Oklahoma City Thunder.
Ya en su sexta temporada con los Wolves, el 8 de noviembre de 2019 ante Golden State Warriors, anota 40 puntos.

#### Golden State Warriors
Tras cinco temporadas y media en Minnesota, el 6 de febrero de 2020 es traspasado a los Golden State Warriors junto con dos futuras rondas del draft a cambio de D'Angelo Russell. Disputó 12 encuentros con los Warriors hasta final de temporada, y en dos de ellos anotó 27 puntos.
En su segundo año, el 19 de marzo de 2021 ante Memphis Grizzlies anotó 40 puntos.
Durante su tercer año con los Warriors, el 10 de noviembre de 2021, ante Minnesota Timberwolves anota 35 puntos. El 27 de enero se anuncia su titularidad en el All-Star Game de la NBA 2022, siendo la primera participación de su carrera. El 16 de junio se proclama campeón de la NBA por primera vez en su carrera, tras vencer a los Celtics en la Final (4-2).
En octubre de 2022 acuerda una extensión de contrato con los Warriors por cuatro años y $109 millones.

#### Miami Heat
El 5 de febrero de 2025 es traspasado a los Miami Heat junto a Dennis Schröder y Kyle Anderson a cambio de Jimmy Butler. El 23 de marzo anota 42 puntos ante Charlotte Hornets.

## Selección nacional
Wiggins participó en el Mundial Sub-17 de 2010 y en el FIBA Américas Sub-18 de 2012, ayudando a la selección júnior de Canadá a ganar la medalla de bronce en cada torneo. Durante el torneo de 2010, compartió pista con Anthony Bennett, la elección número uno del Draft de la NBA de 2013 y su compañero de equipo en los Minnesota Timberwolves. En el torneo de 2012, lideró el equipo en anotación con 15,2 puntos por partido, además de 7,6 rebotes y 3 asistencias.
En agosto de 2015 debutó con la selección absoluta de Canadá para disputar el Campeonato FIBA Américas de 2015, clasificatorio para los Juegos de Río del año siguiente. Ayudó a su equipo a conseguir la medalla de bronce, siendo el máximo anotador (15,1 puntos por encuentro) y fue incluido en el mejor quinteto del torneo.
Luego participó en el Torneo Preolímpico FIBA 2020, donde promedió 21,7 puntos en los tres encuentros.

## Estadísticas de su carrera en la NBA
|  | Denota temporada en la que ganó un campeonato de la NBA |

### Temporada regular
| Año      | Equipo       | PJ  | PT  | MPP  | %TC  | %3P  | %TL  | RPP | APP | ROB | TPP | PPP  |
| -------- | ------------ | --- | --- | ---- | ---- | ---- | ---- | --- | --- | --- | --- | ---- |
| 2014-15  | Minnesota    | 82  | 82  | 36.2 | .437 | .310 | .760 | 4.6 | 2.1 | 1.0 | .6  | 16.9 |
| 2015-16  | Minnesota    | 81  | 81  | 35.1 | .459 | .300 | .761 | 3.6 | 2.0 | 1.0 | .6  | 20.7 |
| 2016-17  | Minnesota    | 82  | 82  | 37.2 | .452 | .356 | .760 | 4.0 | 2.3 | 1.0 | .4  | 23.6 |
| 2017-18  | Minnesota    | 82  | 82  | 36.3 | .438 | .331 | .643 | 4.4 | 2.0 | 1.1 | .6  | 17.7 |
| 2018-19  | Minnesota    | 73  | 73  | 34.8 | .412 | .339 | .699 | 4.8 | 2.5 | 1.0 | .7  | 18.1 |
| 2019-20  | Minnesota    | 42  | 42  | 34.6 | .444 | .331 | .720 | 5.2 | 3.7 | .7  | .9  | 22.4 |
| 2019-20  | Golden State | 12  | 12  | 33.6 | .457 | .339 | .672 | 4.6 | 3.6 | 1.3 | 1.4 | 19.4 |
| 2020-21  | Golden State | 71  | 71  | 33.3 | .477 | .380 | .714 | 4.9 | 2.4 | .9  | 1.0 | 18.6 |
| 2021-22  | Golden State | 73  | 73  | 31.9 | .466 | .393 | .634 | 4.5 | 2.2 | 1.0 | .7  | 17.2 |
| 2022-23  | Golden State | 37  | 37  | 32.2 | .473 | .396 | .611 | 5.0 | 2.3 | 1.2 | .8  | 17.1 |
| 2023-24  | Golden State | 71  | 59  | 27.0 | .453 | .358 | .751 | 4.5 | 1.7 | .6  | .6  | 13.2 |
| 2024-25  | Golden State | 43  | 43  | 30.1 | .444 | .379 | .777 | 4.6 | 2.4 | .9  | .8  | 17.6 |
| 2024-25  | Miami        | 17  | 17  | 32.1 | .458 | .360 | .731 | 4.2 | 3.3 | 1.2 | 1.0 | 19.0 |
| Total    | Total        | 766 | 754 | 33.8 | .449 | .356 | .725 | 4.5 | 2.3 | 1.0 | .7  | 18.5 |
| All-Star | All-Star     | 1   | 1   | 15.3 | .571 | .500 | —    | .0  | 1.0 | .0  | .0  | 10.0 |

### Playoffs
| Año   | Equipo       | PJ | PT | MPP  | %TC  | %3P  | %TL  | RPP | APP | ROB | TPP | PPP  |
| ----- | ------------ | -- | -- | ---- | ---- | ---- | ---- | --- | --- | --- | --- | ---- |
| 2018  | Minnesota    | 5  | 5  | 32.8 | .441 | .333 | .600 | 5.2 | 2.0 | .4  | .4  | 15.8 |
| 2022  | Golden State | 22 | 22 | 34.9 | .469 | .333 | .646 | 7.5 | 1.8 | 1.0 | 1.0 | 16.5 |
| 2023  | Golden State | 13 | 12 | 34.0 | .459 | .297 | .681 | 5.6 | 1.9 | .8  | 1.2 | 16.7 |
| 2025  | Miami        | 4  | 4  | 30.5 | .372 | .350 | .700 | 3.3 | 2.3 | .3  | 1.3 | 11.5 |
| Total | Total        | 44 | 43 | 34.0 | .456 | .324 | .655 | 6.3 | 1.9 | .8  | 1.0 | 16.0 |

## Vida personal
Andrew nació en la ciudad canadiense de Toronto y vivió en el barrio cercano de Thornhill. Es hijo del exjugador de la NBA Mitchell Wiggins y de la exatleta canadiense Marita Payne-Wiggins. Uno de sus hermanos mayores, Nick Wiggins, también juega profesionalmente al baloncesto, su otro hermano mayor, Mitchell Jr. Wiggins, jugó baloncesto universitario en la Southeastern University de Florida. 
Su primo Antwaine Wiggins también juega al baloncesto.
Desde el instituto, mantiene una relación sentimental con Mychal Johnson.